# Punta Carretas
Punta Carretas est un quartier de Montevideo, la capitale de l'Uruguay. Situé dans la zone sud de la ville, au bord du Río de la Plata, c’est un quartier aisé, avec une forte densité de population et un grand nombre d’immeubles d’appartements de grande hauteur. Il compte également de nombreux cafés, bars, discothèques, boutiques internationales et restaurants de haute cuisine.
Une zone peu appréciée durant une grande partie du XXe siècle en raison de la présence d'une prison, Punta Carretas a connu, à partir des années 1980, une transformation notable. Aujourd'hui, elle est devenue un quartier commercial et de services, se distinguant par son caractère cosmopolite, où diverses cultures cohabitent harmonieusement. Le quartier abrite une importante communauté juive, comme en témoignent la présence de synagogues et de centres communautaires. De plus, le long de la Rambla, se trouve le Club de Golf del Uruguay (es) et le parc Villa Biarritz, qui constituent un espace vert d'une grande importance pour la zone.

## Origine du nom
La zone actuellement occupée par le quartier était autrefois connue sous le nom de Punta Brava par les marins, en raison d'un rocher qui s'étend sous l'eau et qui a causé plusieurs naufrages. Par la suite, ce site fut renommé Punta Carretas en raison de la forme de ce rocher, qui rappelait celle d'une charrette (en espagnol : "carreta").

## Localisation
Punta Carretas est délimité par les rues suivantes : Bulevar Artigas, Avenida Julio María Sosa, Avenida Sarmiento, Juan María Pérez, Rambla et Avenida Gonzalo Ramírez. À l'est et au nord-est, il limite avec le quartier de Pocitos, tandis qu'au nord et à l'ouest, il borde le quartier de Parque Rodó.
Il est politiquement inclus dans la municipalité CH du département de Montevideo.

## Histoire

Vue aérienne du quartier dans les premières décennies du

Au XIXe siècle, en raison de sa proximité avec la côte et des vents violents, la zone était inhabitée. En 1876, le phare de Punta Brava, d'une hauteur de 21 mètres, fut construit, et quelques années plus tard, un hippodrome s'établit dans la zone centrale. Bien qu'à proximité du centre-ville, ce quartier n'était pas considéré comme attrayant au début du XXe siècle. En 1915, la construction de la prison de Punta Carretas, dotée de 400 cellules pour détenus ordinaires et de haute sécurité, contribua à repousser davantage le développement de la zone, qui était alors associée à des conditions de vie précaires.
Dans les années 1950, à mesure que la ville se développait et entourait définitivement la prison, le quartier de Punta Carretas prit forme. Initialement peuplé de travailleurs, principalement des immigrants européens, il évolua au fil du temps. En 1986, après la fin de la dictature civile-militaire (1973-1985), la prison ferma ses portes et le site fut acquis par un consortium immobilier, qui transforma l'ancienne prison en centre commercial en 1994.
La disparition de l’établissement pénitentiaire a conduit à l’ouverture d’hôtels internationaux, de restaurants de haute cuisine, de magasins de marques mondiales et à la création de nouvelles entreprises locales. En outre, la construction de gratte-ciels a eu un impact positif sur les prix de l’immobilier, transformant le quartier en une zone résidentielle de classe moyenne supérieure.

## Hauts lieux de Punta Carretas

### Monuments

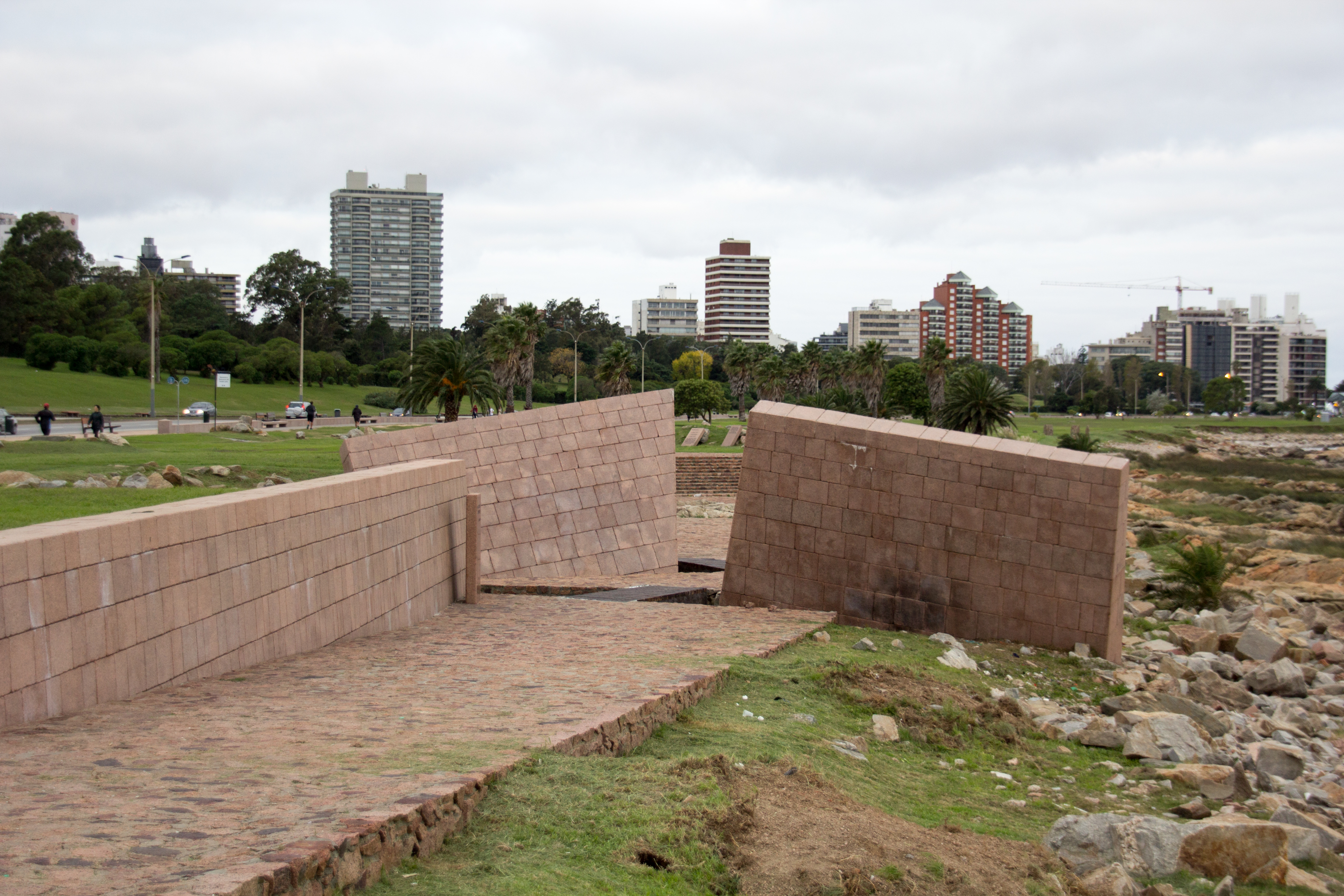
Mémorial de l'Holocauste de Montevideo

- Mémorial de l'Holocauste de Montevideo (es)Mémorial de l'Holocauste de Montevideo
- Monument à Mahatma Gandhi[16]

### Lieux de culte
- Paroisse de Punta Carretas (es)
- Synagogue de la communauté israélite (es)

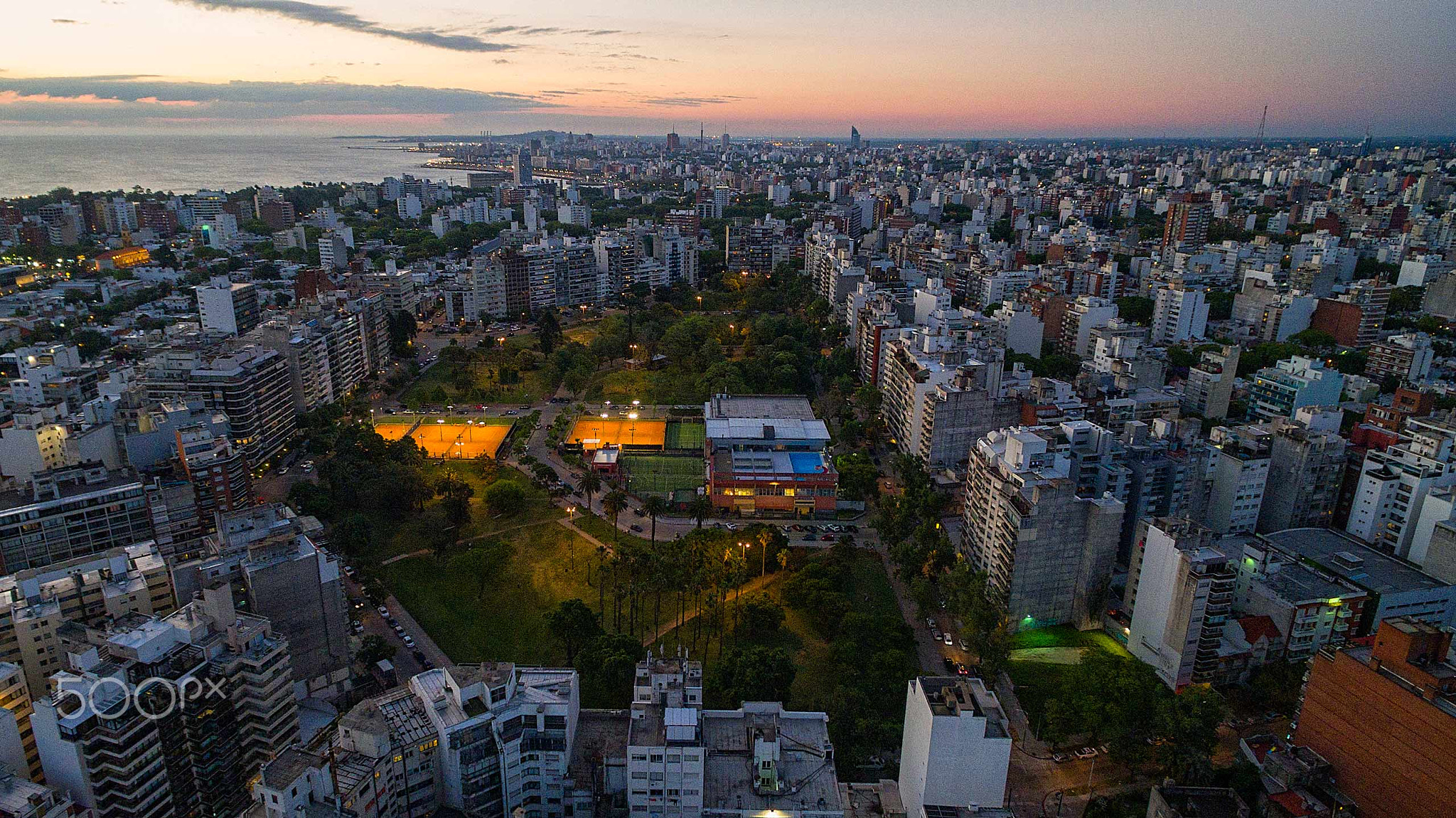
Parc de la Villa Biarritz

### Musées
- Château de Pittamiglio (es)
- Musée Juan Zorrilla de San Martin (es)

### Autres lieux et manifestations
- République de Parva Domus
- Punta Carretas Shopping (es)
- Club de Golf del Uruguay (es)